# Cryptophobetron oropeso
Cryptophobetron oropeso är en fjärilsart som beskrevs av Barnes 1905. Cryptophobetron oropeso ingår i släktet Cryptophobetron och familjen snigelspinnare. Inga underarter finns listade i Catalogue of Life.